# Aeranthes arachnitis
Aeranthes arachnitis là một loài thực vật có hoa trong họ Lan. Loài này được (Thouars) Lindl. mô tả khoa học đầu tiên năm 1824.

## Phân loài
- Aeranthes arachnitis var. arachnitis
- Aeranthes arachnitis var. balfourii S.Moore in J.G.Baker (1877).

## Hình ảnh

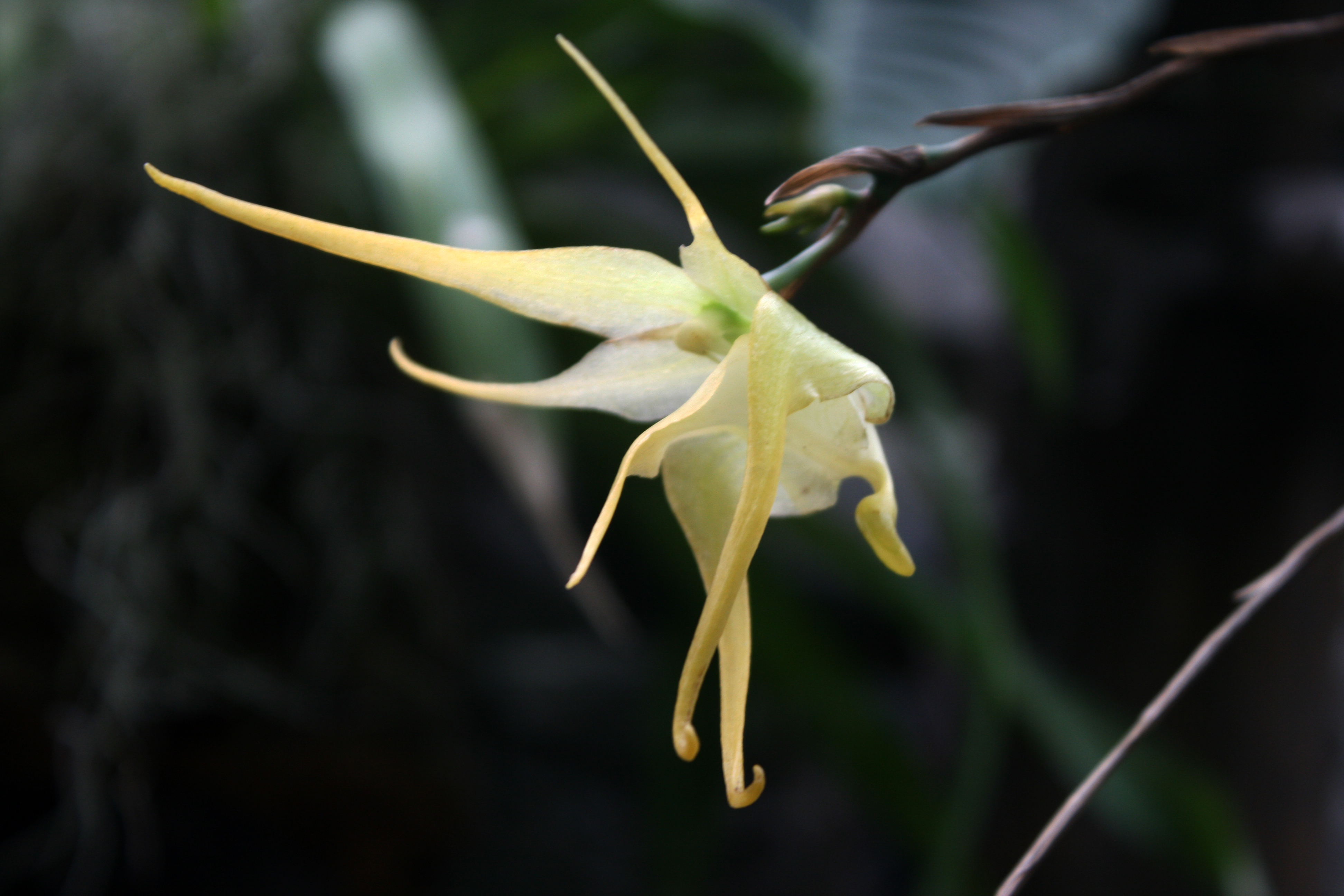